# Wang Shujin
Wang Shujin (1904-1981), també conegut com a Wang Heng Sun, va ser un artista marcial xinès. Exponent de les disciplines de baguazhang, xing yi quan i tai chi, va ser un dels principals impulsors d'aquestes arts anés de la Xina, figurant com el primer mestre d'arts marcials xineses a Taiwan i el Japó. Al costat de tot això, Shujin va ser líder espiritual en la secta I-Kuan Tao.
Shujin va iniciar el seu entrenament als 18 anys amb el famós mestre Zhang Zhaodong, al que serviria fins a la seva mort el 1940. Uns anys abans, s'incorporaria també als ensenyaments de Wang Xiangzhai de l'estil zhanzhuang de Chi Kung. El 1950, després d'una estada a Taiwan, Wang va ser convidat al Japó per la federació japonesa de karate. Durant el seu temps al Japó, Shujin va cohabitar en la mateixa pensió que Donn F. Draeger, Robert W. Smith i el seu grup, compartint els seus coneixements amb aquests i altres artistes marcials durant llarg temps.
Un home de gairebé 150 kg de pes, Wang va ser declarat com un dels millors artistes marcials de la Xina, i es deia d'ell que el seu domini del zhanzhuang i la seva immensa força i resistència li permetia absorbir l'impacte de cops que noquearían a una persona normal. Això va portar a una curiosa anècdota el 14 de desembre de 1954, quan el famós boxador Joe Louis es trobava visitant Taipei: Wang es va presentar davant ell i li va reptar al fet que li donés un cop de puny en l'estómac amb tota la seva força, però malgrat la insistència del xinès Louis es va negar, al·legant que no volia matar-li per accident. No obstant això, es diu que el gran Jack Dempsey sí va acceptar el seu repte en una ocasió i va copejar a Wang en el ventre sense cap efecte per Shujin. També se li atribuïen altres habilitats presumiblement sobrehumanes, incloent una força prodigiosa, capaç d'aixecar un pes de llançament de bala amb un braç i sostenir-la palmell a baix sense el mínim tremolor. El mestre sempre atribuiria aquestes facultats al maneig del chi.
Malgrat la seva proximitat amb ells, la relació entre Shujin i els practicants d'arts marcials del Japó sempre va ser difícil. Wang menyspreava el karate, afirmant que era un art "per barallar contra nens i velles", i Smith recull la dada que Shujin que va provar les seves habilitats contra diversos karatekas d'alt nivell al Japó sense ser mai ferit per cap dels seus atacs. També és creença popular que el karateka holandès Jon Bluming es va lesionar la seva pròpia mà en copejar a Shujin en el ventre en un intercanvi amistós de cops. No obstant això, Bluming afirma que tal versió és exagerada i que, encara que efectivament va copejar una vegada a Shujin en l'estómac i no li va infligir el menor dany, ell tampoc va sofrir lesions.
Per consell de Donn Draeger, Bluming també va provar les seves habilitats de judo amb Wang, sent de nou neutralitzat amb una poderosa empenta del seu abdomen. Malgrat això, ni Draeger ni Bluming es van sentir convençuts de l'autèntica habilitat de lluita de Wang, considerant que Jon era en aquells dies un aprenent i molt més lleuger que el corpulent mestre xinès.
En una altra anècdota, Shujin va tenir una trobada amb el practicant de renom d'aikido Kazuo Chiba en uns entrenaments a Tòquio. Existeix poc consens sobre el que va succeir realment, però les versions coincideixen que Wang va convidar a Chiba i li va sol·licitar que demostrés el seu art. Segons l'aikidoka nord-americà Terry Dobson, Shujin va deflectar els cops del japonès i li va derrocar amb una clau d'un sol braç. Segons el propi Chiba, no obstant això, Kazuo va lesionar el braç de Shujin amb kote gaeshi i aquest va contraatacar amb una sonora empenta, sent l'únic intercanvi entre tots dos abans de ser separats.
Wang va morir el 8 de setembre de 1981 a Taiwan a causa d'un melanoma complicat pels seus problemes de diabetis.